# Głuchów (Basses-Carpates)
Pour les articles homonymes, voir Głuchów.
Głuchów est une localité polonaise de la gmina et du powiat de Łańcut en voïvodie des Basses-Carpates.
En 2021, la localité compte 1796 habitants.